# 博斯地区马罗勒
博斯地区马罗勒（法語：Marolles-en-Beauce，法語發音：[maʁɔl ɑ̃ bos] ⓘ）是法国法兰西岛大区埃松省的一个市镇，属于埃唐普区。

## 地理
博斯地区马罗勒（48°22'30"N, 2°12'1"E）面积6 平方千米，位于法国法蘭西島大區埃松省，该省份为法国北部内陆省份，北起上塞纳省和马恩河谷省，西接厄尔-卢瓦省和伊夫林省，南至卢瓦雷省，东临塞纳-马恩省。
与博斯地区马罗勒接壤的市镇（或旧市镇、城区）包括：布瓦西拉里维耶尔、阿贝维尔-拉里维耶尔、布瓦埃尔潘、方丹拉里维耶尔、拉福雷圣克鲁瓦。

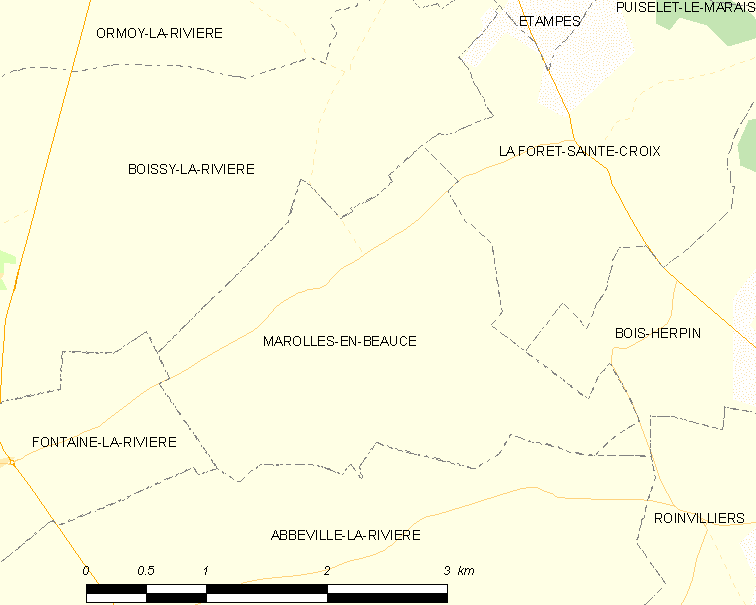
博斯地区马罗勒的OSM定位图

博斯地区马罗勒的时区为UTC+01:00、UTC+02:00（夏令时）。

## 行政
博斯地区马罗勒的邮政编码为91150，INSEE市镇编码为91374。

## 政治
博斯地区马罗勒所属的省级选区为埃唐普县。

## 人口

1962-2008年间博斯地区马罗勒人口变化图示

博斯地区马罗勒于2022年1月1日时的人口数量为238人。